# 矢船陽介
矢船 陽介（やふね ようすけ）は、日本の編集技師である。横浜放送映画専門学院（現日本映画大学）卒業後、浦岡敬一に師事。

## 主な作品

### 映画作品
- 夢（編集助手・1990年）
- オールナイトロング（1992年）
- 女釣り（1996年）
- 雀鬼外伝 東海道麻雀無宿（1996年）
- シークレットワルツ（1996年）
- シミ付き令嬢 贅沢な舌技（1997年）
- 大攻略 究極のランプ打法（1997年）
- エコエコアザラクIII MISA THE DARK ANGEL（1998年）
- BLUE FAKE（1998年）
- 日本極道史 野望の軍団（1999年）
- 新極道渡世の素敵な面々 きりとりブルース（1999年）
- 極道血風録 無頼の紋章（2000年）
- 通貨と金髪（2000年）
- 平成金融道 マルヒの女（2000年）
- GO-CON!（2000年）
- クラヤミノレクイエム（編集助手・2000年）
- 蛇女（2000年）
- 透視する女（2000年）
- NAGISA（2000年）
- 弱虫（チンピラ）（2000年）
- 阿修羅の伝説 死闘篇（2001年）
- 岸和田少年愚連隊 カオルちゃん最強伝説 EPISODE1（2001年）
- 獅子の血脈（2001年）
- ゲット★イット★オン?（2001年）
- 時の香り リメンバー・ミー（2001年）
- インフィニティ∞波の上の甲虫（2001年）
- 万華鏡 -Kaleidoscope-（2001年）
- 棒 Bastoni（2002年）
- 今昔伝奇 花神（2002年）
- 今昔伝奇 座敷童 百物語（2002年）
- ピカレスク 人間失格（2002年）
- Pandora -Hong Kong Leg-（2002年）
- Jam Films（2002年）
- 女はバス停で服を着替えた（2003年）
- 逢いたい（2003年）
- 人斬り銀次（2003年）
- 武勇伝（2003年）
- 人斬り銀次（2003年）
- 問題のない私たち（2004年）
- いつか読書する日（2004年）
- 地獄プロレス（2004年）
- 猿飛佐助 闇の軍団（2004年）
- スターフィッシュホテル（2005年）
- ヅラ刑事（2005年）
- 姑獲鳥の夏（2005年）
- ひいろ（2006年）
- デスノート（2006年）
- 神の左手 悪魔の右手（2006年）
- デスノート the Last name（2006年）
- 饗宴〜重松清「愛妻日記」より〜（2006年）
- 子猫の涙（2007年）
- GOTH（2008年）
- JOHNEN 定の愛（2008年）
- ギララの逆襲/洞爺湖サミット危機一発（2008年）
- Dear Heart 震えて眠れ（2009年）
- のんちゃんのり弁（2009年）
- 希望ヶ丘夫婦戦争（2009年）
- アイ・コンタクト もう1つのなでしこジャパン（2010年）
- 死刑台のエレベーター（2010年）
- ガクドリ（2011年）
- デッド寿司（2013年）
- ウルトラマンギンガ 劇場スペシャル（2013年）
- ウルトラマンギンガ 劇場スペシャル ウルトラ怪獣☆ヒーロー大乱戦!（2014年）
- 劇場版 ウルトラマンギンガS 決戦!ウルトラ10勇士!!（2015年）
- 劇場版 ウルトラマンX きたぞ!われらのウルトラマン（2016年）
- 劇場版 ウルトラマンオーブ 絆の力、おかりします!（2017年）
- リンキング・ラブ（2017年）
- 劇場版 ウルトラマンジード つなぐぜ! 願い!!（2018年）
- 劇場版 ウルトラマンR/B セレクト 絆のクリスタル（2019年）
- 劇場版 ウルトラマンタイガ ニュージェネクライマックス（2020年）
- ウルトラマンデッカー最終章 旅立ちの彼方へ…（2023年）[1]

### テレビ作品
- ベイシティ刑事（編集助手・1987年）
- ウルトラマンティガ（1997年）実相寺昭雄監督回のみ
- 学校の怪談 春の物の怪スペシャル（2001年）
- 私立探偵 濱マイク（2002年）
- ウルトラマンマックス（2005年）
- 社長をだせ!〜実録・クレーマーとの死闘を制した女（2005年）
- 生命38億年スペシャル...人間とは何だ!?...5（2006年）
- DEATH NOTE前編 ディレクターズカット TV特別篇（2006年）
- ウルトラマンメビウス（2006年-2007年）
- 怪奇大作戦 セカンドファイル（2007年）
- ULTRASEVEN X（2007年）
- ケータイ捜査官7（2008年）
- ウルトラマンギンガ（2013年）
- ウルトラマンギンガS（2014年）
- おそろし〜三島屋変調百物語（2014年）
- ウルトラマンX（2015年）
- ウルトラマンオーブ（2016年）
- ウルトラマンタイガ（2019年）
- ウルトラマンZ（2020年）
- ウルトラマントリガー NEW GENERATION TIGA（2021年 - 2022年）
- ウルトラマンデッカー（2022年）
- ウルトラマンブレーザー（2023年）

### オリジナルビデオ作品
- ウルトラマンゼロ外伝 キラー ザ ビートスター（2011年）